# HISTALP

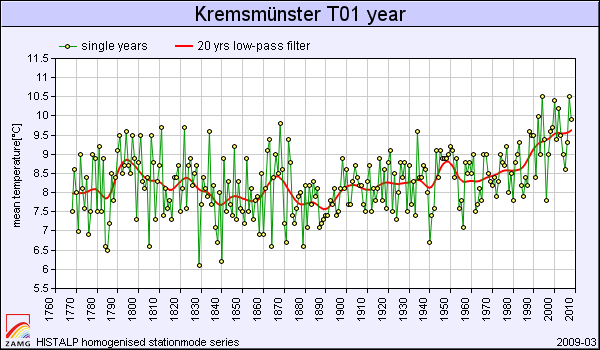
Homogenisierte Temperaturkurve von Kremsmünster im Rahmen des HISTALP-Forschungsprojektes

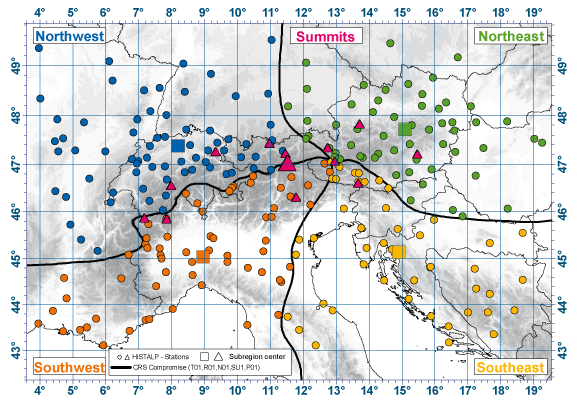
HISTALP-Stationsnetz in Mitteleuropa

HISTALP (Historical Instrumental Climatological Surface Time Series of the Greater Alpine Region) ist ein Forschungsprojekt zur Erfassung einer homogenisierten Datenbasis des Klimas in monatlicher Auflösung für den Alpenraum sowie die Umgebung in Mitteleuropa.
Der HISTALP-Tiefland-Datensatz (HISTALP AT Lowland) des österreichischen Wetterdienstes ZAMG beginnt mit dem Jahr 1767 und ist eine der weltweit längsten und hochwertigsten Datenreihen.

## Parameter und Qualitätsansprüche
Der Forschungsbereich wurde in vier Subregionen aufgeteilt (Nordwest, Nordost, Südwest und Südost), um Klimaeinflüsse besser zuordnen zu können. Zusätzlich besteht noch eine Region, die alpine Wetterstationen beinhaltet. Erfasst werden folgende meteorologischen Parameter: Luftdruck, Lufttemperatur, Niederschlag, Sonnenscheindauer und Bewölkung.
Als Untersuchungsgebiet wurde der Großraum rund um die Alpen herangezogen, inklusive größerer Gebiete Mitteleuropas und dem Mittelmeerraum. Der Seehöhenbereich liegt zwischen 0 und 4800 Meter. Die komplizierte Orographie und unterschiedliche Beeinflussungen von Atlantik, Mittelmeer und kontinentalem Osten stellen dabei jedoch eine große Herausforderung für Wetter- und Klimaforschung dar.
Es wurde versucht, ein möglichst dichtes und dennoch homogen verteiltes Messnetz zu verwenden.
Zugleich sollte es jahrhundertjährige Messreihen für die ausgewählten Wetterbeobachtungsparameter umfassen. Die längste Messreihe (in Kremsmünster) geht bis ins Jahr 1760 zurück und gilt als längste durchgehende stationäre Wetteraufzeichnung in Europa. Auch der Datensatz der Universitätssternwarte Wien ist seit 1775 geschlossen, diese beiden Reihen konnten zuverlässig korreliert werden.
Dabei legte das Projekt hohe Ansprüche auf die Datensätze im Hinblick auf Inhomogenitäten und Ausreißer der Wetterbeobachtungen.

## Ziel und Zusammenarbeit
Das Ziel des Forschungsprojekts war die Schaffung einer geeigneten Klimadatenbasis für den Großraum Alpen zur Quantifizierung von regionalem Klimawandel mit Hilfe der längstmöglichen, homogenisierten und ausreißergetesteten und -korrigierten instrumentellen Zeitreihen in räumlich ausreichend hoher Auflösung.
Die HISTALP-Datenbank wurde an der Zentralanstalt für Meteorologie und Geodynamik (ZAMG) aufgebaut. Es entstand unter der Leitung von Ingeborg Auer und Reinhard Böhm.
Zusatzfinanzierungen zu HISTALP kamen vom FWF-Projekt CLIVALP sowie dem EU FP5-Projekt ALP-IMP. Laufende Aktualisierungen und Erweiterungen zusätzlicher Elemente sowie eine Erhöhung der zeitlichen Auflösung durch die ZAMG sind in Planung.
Das dichte Datennetz des HISTALP Projekts beruht auf der freiwilligen – bislang nicht institutionellen – Zusammenarbeit von mehr als 20 Datenerzeugern (nationale Wetterdienste und regionale Datenzentren). Für Klima- und Klimafolgenforscher besteht die Möglichkeit, Rasterdatensätze verschiedener räumlicher Auflösung verwenden zu können, ohne diese mehr als 20 Datenerzeuger einzeln kontaktieren zu müssen.

## Anwendung und Preise
Eine wichtige Anwendung findet das Forschungsprojekt mit seiner Datenbank im Bereich der Forschung und Beobachtung von Klimaveränderungen in Europa sowie im Alpenraum.
Weitere Anwendungsbeispiele sind:
- CRSMs (Coarse Resolution Subregional Means)
- Grid-1-mode Daten für die Elemente Lufttemperatur, Niederschlag und Luftdruck
- Ein räumlich hoch aufgelöster Niederschlagsdatensatz mit 1/6 Grad Auflösung wurde in enger Zusammenarbeit mit der Climatic Research Unit der University of East Anglia geschaffen. Er besteht aus 2448 monatlichen absoluten Niederschlagsfeldern beginnend mit 1800.

HISTALP wurde mit dem Klimaschutzpreis 2006 der Österreichischen Hagelversicherung ausgezeichnet.